# Топливный элемент
То́пливный элеме́нт, ТЭ (англ. fuel cell) — электрохимическое устройство, электрохимический источник тока, непосредственно преобразующий химическую энергию топлива в электрическую энергию.
Электродвижущая сила в топливном элементе возникает в результате электрохимических процессов из постоянно поступающих активных веществ.
Наиболее совершенными промышленно выпускаемыми источниками тока являются низкотемпературные топливные элементы с рабочей температурой ниже 200 °C. В качестве топлива в них используются водород, жидкие углеводороды и другие виды топлива, в качестве катализатора, обычно, платина.
КПД промышленно выпускаемых топливных элементов достигает 60 %, как и у наиболее совершенных электростанций с парогазовой установкой. В гибридных установках, где топливные элементы используются совместно с паросиловыми машинами, КПД комплексной установки может достигать 75 %.
Топливные элементы имеют высокий уровень экологической безопасности, в них могут использоваться возобновляемые виды топлива.

## Устройство ТЭ
Топливные элементы — это электрохимические устройства, которые теоретически могут иметь высокий коэффициент преобразования химической энергии в электрическую.
Обычно в низкотемпературных топливных элементах используются:
водород подаваемый со стороны анода и кислород или воздух подаваемый на катод (водородный элемент) или метанол и кислород воздуха.
Принцип разделения потоков горючего и окислителя
В топливном элементе реагенты втекают, продукты реакции вытекают, и реакция может протекать так долго, как поступают в неё реагенты и сохраняется реакционная способность компонентов самого топливного элемента, чаще всего определяемая «отравлением» их катализатора побочными продуктами недостаточно чистых исходных веществ.
Одноразовые же гальванические элементы и аккумуляторы, в отличие от топливных элементов, содержат расходуемые твёрдые или жидкие реагенты содержание которых ограничена объёмом гальванического элемента, и, после исчерпания реагентов электрохимическая реакция прекращается, они должны быть заменены на новые либо электрически перезаряжены, чтобы произвести обратную электрохимическую реакцию, или, по крайней мере, в них нужно поменять израсходованные электроды и отработанный электролит.
Топливные элементы не предназначены для хранения электрической энергии, как гальванические элементы или электрохимические аккумуляторы, но для некоторых применений, таких как работающие изолированно от электрической системы электростанции, использующие непостоянные источники энергии (солнце, ветер), они совместно с электролизёрами, компрессорами и ёмкостями для хранения топлива (например, баллоны для водорода) образуют устройство для хранения энергии.

### Пример водородно-кислородного топливного элемента
Водородно-кислородный топливный элемент с протонообменным электролитом" (например, "с полимерной мембраной) содержит протонопроводящую полимерную мембрану, которая разделяет два электрода — анод и катод; каждый электрод обычно представляет собой угольную пластину (матрицу) с нанесённым катализатором — платиной или сплавом платиноидов и другие композиции.
На катализаторе анода молекулярный водород диссоциируется и теряет электроны превращаясь в протоны. Катионы водорода (протоны) проникают через мембрану к катоду, но электроны отдаются во внешнюю цепь, так как мембрана непроницаема для электронов, то есть не имеет электронной проводимости.
На катализаторе катода атомы кислорода соединяются с электронами (который подводятся по проводу внешней электрической цепи) и проникшими через электролит протонами и образует воду, являющуюся единственным продуктом реакции, вода отводится от катода в виде пара и/или жидкости.

### Мембрана
Мембрана обеспечивает проводимость для протонов, но не электронов. Она может быть полимерной (например, материал с фирменным названием «Нафион» (Nafion), полибензимидазол и другие полимеры) или керамической (оксидной и другой). Также существуют ТЭ и без мембраны.

### Анодные и катодные материалы и катализаторы
Анод и катод, как правило, — это просто проводящий катализатор — платина, нанесённая на высокоразвитую углеродную поверхность.

### Аналогии в живой природе
Природным топливным элементом является митохондрия живой клетки. Митохондрии перерабатывают органическое «горючее» — пируваты и жирные кислоты и синтезируют АТФ — универсальный источник энергии для всех биохимических процессов в живых организмах, при этом возникает разность электрических потенциалов на своей внутренней мембране. Однако реализация этого процесса для получения электроэнергии в промышленных масштабах затруднительно, так как протонные помпы митохондрий имеют белковую природу.

## История

### Первые открытия
В 1839 году была опубликована заметка британского учёного Уильяма Роберта Грове, в которой он описал опыт, где обнаружил «постоянное отклонение» стрелки гальванометра между двумя платиновыми электродами погружёнными в жидкость, омываемыми один — кислородом, другой — водородом. Позже он установил, что процесс электролиза обратим, то есть водород и кислород объединяются в молекулы воды без горения, но с выделением тепла и электричества. Свой прибор, где удалось провести эту реакцию, ученый назвал «газовой батареей», и это был первый топливный элемент.
В 1937 году профессор Ф. Бэкон начал работы над своим топливным элементом. К концу 1950-х он создал батарею из 40 топливных элементов, имеющую мощность 5 кВт. Такую батарею можно было применить для обеспечения энергией сварочного аппарата или грузоподъёмника. Батарея работала при высоких температурах порядка 200 °С и более и давлениях 20—40 бар. Эта батарея была весьма массивна.

### История исследований в СССР и России
Русский электротехник П. Н. Яблочков получил патент (N. 187139) на электрический элемент с механической поляризацией (топливный элемент) в 1887 году, проживая в то время во Франции.
В СССР первые публикации о топливных элементах появились в 1941 году. Значительный вклад в их создание внёс советский учёный О. К. Давтян.
Первые систематические исследования в СССР начались в 60-х годах. РКК «Энергия» (с 1966 года) разрабатывала фосфорнокислотные (PAFC) топливные элементы для советской лунной программы. С 1987 по 2005 годы «Энергия» произвела около 100 топливных элементов, которые наработали суммарно около 80 тыс. часов.
Во время работ над программой «Буран» (1980-е годы), разрабатывались щелочные (AFC) элементы, отвечающие условиям и требованиям полёта. На «Буране» были установлены 10-киловаттные топливные элементы.
В 70-е — 80-е годы НПО «Квант» совместно с Рижским автобусным заводом «РАФ» разрабатывали щелочные ТЭ для автобусов. Прототип такого автобуса на топливных элементах (Квант-РАФ) был изготовлен в 1982 году.
В 1989 году «Институт высокотемпературной электрохимии» (Екатеринбург) произвёл первую твёрдооксидную SOFC-установку[что?] мощностью 1 кВт.
В 1999 году АвтоВАЗ начал работы с топливными элементами. К 2003 году на базе автомобиля ВАЗ-2131 было создано несколько опытных экземпляров. В моторном отсеке автомобиля располагались батареи топливных элементов, а баки со сжатым водородом располагались в багажном отделении, то есть была применена классическая схема расположения силового агрегата и топливных баков-баллонов. Разработками водородного автомобиля руководил кандидат технических наук Г. К. Мирзоев.
10 ноября 2003 года было подписано Генеральное соглашение о сотрудничестве между Российской академией наук и компанией «Норильский никель» в области водородной энергетики и топливных элементов. Это привело к учреждению 4 мая 2005 года Национальной инновационной компании «Новые энергетические проекты» (НИК НЭП), которая в 2006 году создала резервную энергетическую установку на основе ТЭ с твёрдым полимерным электролитом мощностью 1 кВт.
Однако, по сообщению информационного агентства «МФД-ИнфоЦентр», ГМК «Норильский никель» ликвидирует компанию «Новые энергетические проекты» в рамках объявленного в начале 2009 года решения избавляться от непрофильных и убыточных активов.
В 2008 году была основана компания «ИнЭнерджи», которая занимается научно-исследовательскими и опытно-конструкторскими работами в области электрохимических технологий и систем электропитания. По результатам проведённых исследований, при кооперации с ведущими институтами РАН (ИПХФ, ИФТТ и ИХТТМ), был реализован ряд пилотных проектов, показавших высокую эффективность. Для компании «МТС» была создана и введена в эксплуатацию модульная система резервного питания на базе водородно-воздушных топливных элементов, состоящая из ТЭ, системы управления, накопителя электроэнергии и преобразователя; с мощностью системы до 10 кВт.
Водородно-воздушные энергетические системы обладают рядом преимуществ, среди которых широкий температурный диапазон эксплуатации при температуре внешней среды (−40...+60 °C), высокий КПД (до 60 %), отсутствие шума и вибраций, быстрый старт, компактность и экологичность (вода — единственный продукт работы).

## Типы топливных элементов
| Тип топливного элемента               | Реакция на аноде                        | Электролит                | Реакция на катоде            | Температура, °С |
| ------------------------------------- | --------------------------------------- | ------------------------- | ---------------------------- | --------------- |
| Щелочной ТЭ                           | 2 H2 + 4 OH− → 4 H2O + 4 e−             | Раствор КОН               | O 2 + 2 H2O + 4 e− → 4 OH−   | 60-140 °С       |
| ТЭ с протонно-обменной мембраной      | 2 H2 → 4 H+ + 4 e−                      | Протоннообменная мембрана | O2 + 4 H+ + 4 e− → 2 H2O     | 80              |
| Метанольный ТЭ                        | 2 CH3OH + 2 H2O → 2 CO2 + 12 H+ + 12 e− | Протоннообменная мембрана | 3 O2 + 12 H+ + 12 e− → 6 H2O | 60              |
| ТЭ на основе ортофосфорной кислоты    | 2 H2 → 4 H+ + 4 e−                      | Раствор фосфорной кислоты | O2 + 4 H+ + 4 e− → 2 H2O     | 200             |
| ТЭ на основе расплавленного карбоната | 2 H2 + 2 CO32− → 2 H2O + 2 CO2 + 4 e−   | Расплавленный карбонат    | O2 + 2 CO2 + 4 e− → 2 CO32−  | 650             |
| Твердотельный оксидный ТЭ             | 2 H2 + 2 O2− → 2 H2O + 4 e−             | Смесь оксидов             | O2 + 4 e− → 2 O2−            | 1000            |

### Воздушно-алюминиевый электрохимический генератор
Воздушно-алюминиевый электрохимический генератор использует для производства электроэнергии окисление алюминия кислородом воздуха. Токогенерирующую реакцию в нём можно представить в виде
{\displaystyle {\ce {4 Al + 3 O2 + 6 H2O -> 4 Al(OH)3,}}} {\displaystyle \quad E=2{,}71~{\text{V}},}
а реакцию коррозии — как
{\displaystyle {\ce {2 Al + 6 H2O -> 2 Al(OH)3 + 3 H2}}}.
Существенными преимуществами воздушно-алюминиевого электрохимического генератора являются: высокий (до 50 %) коэффициент полезного действия, отсутствие вредных выбросов, простота обслуживания.

## Преимущества и недостатки

### Преимущества водородных топливных элементов
Водородные топливные элементы обладают рядом ценных качеств, среди которых:
Высокий КПД
- У топливных элементов нет принципиального теоретического ограничения на КПД, как у тепловых машин (КПД цикла Карно является максимально возможным КПД среди всех тепловых машин с такими же минимальной и максимальной температурами).
- Высокий КПД достигается благодаря прямому превращению энергии топлива в электроэнергию. В обычных генераторных установках топливо сначала сжигается, нагретый водяной пар или газ вращает турбину или вал двигателя внутреннего сгорания, которые, в свою очередь, вращают электрический генератор. Результативный максимум КПД составляет 53 %, чаще же он находится на уровне порядка 35—38 %. Более того, из-за множества звеньев, а также из-за термодинамических ограничений по максимальному КПД тепловых машин, существующий КПД вряд ли удастся поднять выше. У существующих топливных элементов КПД составляет 60—80 %[17].
- КПД почти не зависит от коэффициента загрузки.

Экологичность
За:
В воздух выделяется лишь водяной пар, который не наносит вреда окружающей среде. Это хорошо вписывается в концепцию «нулевых выбросов углекислого газа», а также — априори — отсутствие в продуктах реакции других вредных газов, таких как моноксид углерода, диоксид серы и т. п.
Некоторые источники сообщают об аргументах Против, настаивая на том, что водород, просачиваясь как из баллона, так и топливного элемента, будучи легче воздуха, поднимается в верхние слои атмосферы, образуя вместе с гелием своеобразную «корону земли» и безвозвратно покидает атмосферу Земли в течение нескольких лет, что при массовом применении технологий на водороде способно привести к глобальной потере воды, если водород будет производиться её электролизом. Тем не менее, этот факт вызывает серьёзные сомнения и с точки зрения науки не выдерживает никакой критики: потери из-за диффузии водорода при его добыче и хранении для технологических целей ничтожны по сравнению с запасами воды.
Компактные размеры
Топливные элементы легче и имеют меньшие размеры, чем традиционные источники питания. Топливные элементы производят меньше шума, меньше нагреваются, более эффективны с точки зрения потребления топлива. Это становится особенно актуальным в военных приложениях. Применение топливных элементов позволит сократить затраты на логистику, снизить вес, продлить время действия приборов и оборудования.
Совокупная стоимость владения водородно-воздушных систем значительно ниже обычных электрохимических батарей. Кроме того, они обладают высочайшей отказоустойчивостью за счет отсутствия движущихся частей механизмов, не нуждаются в техническом обслуживании, а срок их эксплуатации достигает 15 лет, превосходя классические электрохимические батареи вплоть до пяти раз.

### Проблемы топливных элементов
Внедрению топливных элементов на транспорте мешает отсутствие водородной инфраструктуры. Возникает проблема «курицы и яйца» — зачем производить водородные автомобили, если нет инфраструктуры? Зачем строить водородную инфраструктуру, если нет водородного транспорта?
Большинство элементов при работе выделяют то или иное количество тепла. Это требует создания сложных технических устройств для утилизации тепла (паровые турбины и пр.), а также организации потоков топлива и окислителя, систем управления отбираемой мощностью, долговечности мембран, отравления катализаторов некоторыми побочными продуктами окисления топлива и других задач. Но при этом же высокая температура процесса позволяет производить тепловую энергию, что существенно увеличивает КПД энергетической установки.
Топливные элементы, в силу низкой скорости химических реакций, обладают инертностью и для работы в условиях пиковых или импульсных нагрузок требуют определённого запаса мощности или применения других технических решений (суперконденсаторы, аккумуляторные батареи).
Также существует проблема получения и хранения водорода. Во-первых, он должен быть достаточно чистый, чтобы не произошло быстрого отравления катализатора, во-вторых, достаточно дешёвый, чтобы его стоимость была рентабельна для конечного потребителя.
Из простых химических элементов водород и углерод являются крайностями. У водорода самая большая удельная теплота сгорания среди всех химических элементов и высокая химическая активность, но очень низкая плотность. У углерода самая высокая удельная теплота сгорания среди твёрдых элементов, достаточно высокая плотность, но низкая химическая активность из-за энергии активации. Золотая середина — углевод (сахар) или его производные (этанол) или углеводороды (жидкие, твёрдые и газообразные). Выделяемый углекислый газ должен участвовать в общем цикле дыхания планеты, не превышая предельно допустимых концентраций.
Существует множество способов производства водорода, но в настоящее время около 50 % водорода, производимого во всём мире, получают из природного газа. Все остальные способы пока очень дорогостоящие. Очевидно, что при неизменном балансе первичных энергоносителей, с ростом потребностей в водороде как в массовом топливе и развитию устойчивости потребителей к загрязнениям, рост производства будет расти именно за счёт этой доли, а с наработкой инфраструктуры, позволяющей иметь его в доступности, более дорогие (но более удобные в некоторых ситуациях) способы будут отмирать. Прочие способы, в которые водород вовлечён в качестве вторичного энергоносителя, неизбежно нивелируют его роль от топлива до своего рода химического аккумулятора. Существует мнение, что с ростом цен на энергоносители стоимость водорода также растёт из-за этого неизбежно. Но себестоимость энергии, производимой из возобновляемых источников, постоянно снижается (см. Ветроэнергетика, Производство водорода). Например, средняя цена электроэнергии в США выросла в 2007 году до $0,09 за кВт·ч, тогда как себестоимость электроэнергии, произведённой из ветра, составляет $0,04—$0,07 (см. Ветроэнергетика или AWEA). В Японии киловатт-час электроэнергии стоит около $0,2.
Учитывая территориальную удалённость некоторых перспективных областей (например, транспортировать полученную фотоэлектрическими станциями электроэнергию из Африки напрямую, по проводам, явно бесперспективно, несмотря на её огромный энергетический потенциал в этом плане), даже работа водорода как «химического аккумулятора» может быть вполне рентабельной. По данным на 2010 год стоимость энергии водородного топливного элемента должна подешеветь в восемь раз, чтобы стать конкурентоспособной с энергией, производимой тепловыми и атомными электростанциями.
К сожалению, в водороде, произведённом из природного газа, будет присутствовать угарный газ (СО) и сероводород, отравляющие катализатор. Поэтому для уменьшения отравления катализатора необходимо повысить температуру топливного элемента. Уже при температуре 160 °C в топливе может присутствовать 1 % СО.
К недостаткам топливных элементов с платиновыми катализаторами можно отнести высокую стоимость платины, сложности с очисткой водорода от вышеупомянутых примесей, и как следствие, дороговизну газа, ограниченный ресурс элемента вследствие отравления катализатора примесями. Кроме того, платина для катализатора — невозобновляемый ресурс. Считается, что её запасов хватит на 15—20 лет производства элементов.
В качестве альтернативы платиновым катализаторам исследуется возможность применения ферментов. Ферменты — возобновляемые материалы, они дёшевы, не отравляются основными примесями в дешёвом топливе. Обладают специфическими преимуществами. Нечувствительность ферментов к СО и сероводороду сделала возможным получение водорода из биологических источников, например, при конверсии органических отходов.
Кроме того, водород ещё и крайне пожароопасен и взрывоопасен. Даже при сильных морозах он может самопроизвольно вспыхнуть при смешивании с воздухом.

## Применение топливных элементов
Топливные элементы первоначально применялись только в космической отрасли, однако в настоящее время сфера их применения непрерывно расширяется. Их применяют в стационарных электростанциях, в качестве автономных источников тепло- и электроснабжения зданий, в двигателях транспортных средств, в качестве источников питания ноутбуков и мобильных телефонов. Часть этих устройств пока не покинула стен лабораторий, другие уже коммерчески доступны и давно применяются.
Широко используются высокомощные энергетические установки на базе топливных элементов. В основном такие установки работают на основе элементов на базе расплавленных карбонатов, фосфорной кислоты и твёрдых оксидов. Как правило, такие установки используют не только для выработки электроэнергии, но и для получения тепла.
Большие усилия прилагаются для разработки гибридных установок, в которых высокотемпературные топливные элементы комбинируются с газовыми турбинами. КПД таких установок может достигать 74,6 % при усовершенствовании газовых турбин.
Активно выпускаются и маломощные установки на базе топливных элементов.
| Область применения     | Мощность         | Примеры использования |
| ---------------------- | ---------------- | --- |
| Стационарные установки | 5—250 кВт и выше | Автономные источники тепло- и электроснабжения жилых, общественных и промышленных зданий, источники бесперебойного питания, резервные и аварийные источники электроснабжения |
| Портативные установки  | 1—50 кВт         | Дорожные указатели, грузовые и железнодорожные рефрижераторы, инвалидные коляски, тележки для гольфа, космические корабли и спутники                                         |
| Транспорт              | 25—150 кВт       | Автомобили и другие транспортные средства, военные корабли и подводные лодки                                                                                                 |
| Портативные устройства | 1—500 Вт         | Мобильные телефоны, ноутбуки, карманные компьютеры, персональные компьютеры, различные бытовые электронные устройства, современные военные приборы                           |

В феврале 2021 года компания Тойота представила модульные водородные топливные элементы для широкого применения выходной мощности — 60 и 80 кВт.

Также применяются дроны на водородных топливных элементах.

### Техническое регулирование в области производства и использования топливных элементов
В 19 августа 2004 года Международной электротехнической комиссией (МЭК, IEC) был выпущен первый международный стандарт IEC 62282-2 «Технологии топливных элементов. Часть 2, Модули топливных элементов». Это был первый стандарт серии IEC 62282, разработка которой осуществляется Техническим комитетом «Технологии топливных элементов» (TC/IEC 105); в состав Технического комитета ТС/IEC 105 входят постоянные представители из 17 стран и наблюдатели из 15 стран мира.
TC/IEC 105 разработал и издал 14 международных стандартов серии IEC 62282, охватывающих широкий спектр тематики, связанной со стандартизацией энергоустановок на основе топливных элементов. Федеральное агентство по техническому регулированию и метрологии Российской Федерации (РОССТАНДАРТ) является коллективным членом Технического комитета ТС/IEC 105 на правах наблюдателя. Координационную деятельность с МЭК со стороны Российской Федерации осуществляет секретариат РосМЭК (Росстандарт), а работы по имплементации стандартов МЭК производятся национальным Техническим комитетом по стандартизации ТК 029 «Водородные технологии», Национальной ассоциацией водородной энергетики (НАВЭ) и ООО «КВТ».
В настоящее время Росстандарт принял следующие национальные и межгосударственные стандарты, идентичные международным стандартам IEC:
- ГОСТ Р 56188.1-2014/IEC/TS 62282-1:2010 «Технологии топливных элементов. Часть 1. Терминология»;
- ГОСТ Р МЭК 62282-2-2014 «Технологии топливных элементов. Часть 2. Модули топливных элементов»;
- ГОСТ Р МЭК 62282-3-100-2014 «Технологии топливных элементов. Часть 3-100. Стационарные энергоустановки на топливных элементах. Безопасность»;
- ГОСТ Р МЭК 62282-3-200-2014 «Технологии топливных элементов. Часть 3-200. Стационарные энергоустановки на топливных элементах. Методы испытаний для определения рабочих характеристик»;
- ГОСТ IEC 62282-3-201-2016 «Технологии топливных элементов. Часть 3-201. Стационарные энергоустановки на топливных элементах. Методы испытаний для определения рабочих характеристик систем малой мощности»;
- ГОСТ IEC 62282-3-300-2016 «Технологии топливных элементов. Часть 3-300. Стационарные энергоустановки на топливных элементах. Монтаж»;
- ГОСТ IEC 62282-5-1-2016 «Технологии топливных элементов. Часть 5-1 Портативные энергоустановки на топливных элементах. Безопасность»
- ГОСТ IEC 62282-7-1-2016 «Технологии топливных элементов. Часть 7-1: Методы испытаний единичных элементов для топливных элементов с полимерным электролитом».